# Thysanomitrion leioneuron
Thysanomitrion leioneuron là một loài rêu trong họ Dicranaceae. Loài này được Thér. & P. de la Varde mô tả khoa học đầu tiên năm 1922.